# 月球4A號
月球4A號（Луна-4A）也稱為月球E-3 1號或月球1960 A，是蘇聯的月球探測器，它由東方號運載火箭-L於1960年4月15日發射，第二節火箭過早熄滅，飛離地球200000公里後墜回地球。